# Asamblea Legislativa de San Petersburgo

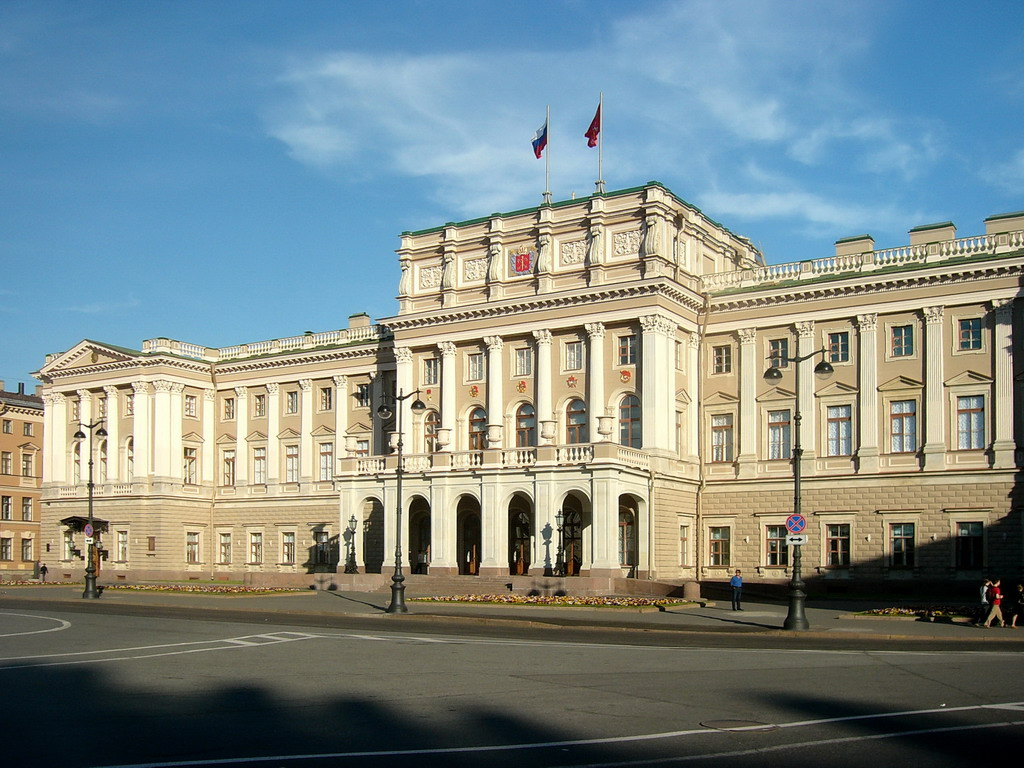
Sede de la Asamblea, el Palacio Mariinsky

La Asamblea Legislativa de San Petersburgo (del ruso: Законода́тельное собра́ние Санкт-Петербу́рга, ЗакС) es el poder Legislativo de San Petersburgo, uno de los Sujetos federales de Rusia, el cual existe desde 1994 y sucedió el Consejo de Diputados del pueblo de Leningrado. Está alojado en el edificio histórico, Palacio Mariinsky.
Según la nueva legislación federal, desde 2005 el gobernador de San Petersburgo (así como los dirigentes de otros Sujetos federales de Rusia) es propuesto por el Presidente de Rusia y aprobado por la cámara regional. El 20 de diciembre de 2006, fue propuesta Valentina Matviyenko la cual fue designada gobernadora por 40 votos a favor y tres en contra, emitidos por (Mijail Amosov, Natalya Yevdokimova, y Sergéi Gulyayev de la facción Yabloko ).

## Elección
La Asamblea tiene un total de cincuenta escaños y son elegidos por un total de cuatro años. Las primeras 3 asambleas se formaron mediante un sistema de candidato único por distrito con al menos un 20% de participación requerida. El 11 de marzo de 2007, para la cuarta asamblea se utilizó un sistema de representación proporcional en lista cerrada, con una Cláusula de barrera del 7% y no siendo necesaria un límite mínimo de participación en un primer momento, según la nueva ley local aceptada en la tercera convocatoria de la Asamblea en 2006  y en la nueva legislación federal.
Elecciones:
- 1.ª asamblea: 20–21 de marzo/30 de octubre/20 de noviembre de 1994
- 2.ª asamblea: 6 de diciembre/20 de diciembre de 1998
- 3.ª asamblea: 8 de diciembre de 2002
- 4.ª asamblea: 11 de marzo de 2007.

## Presidentes
- Yuri Kravtsov (5 de enero de 1995–2 de abril de 1998)
- Sergéi Mironov (2 de abril de 1998–1999)
- Viktor Novosyolov (1999, 2.ª convocatoria, asesinado el 20 de octubre de 1999)
- Sergéi Tarasov (7 de junio de 2000–15 de enero de 2003, 2.ª convocatoria)
- Vadim Tyulpanov (desde el 15 de enero de 2003, 3.ª y 4.ª convocatorias)

## Miembros
- Lista de diputados por distrito y convocatoria